# Kléber (trein)
De Kléber was een Franse binnenlandse TEE-trein voor de verbinding Parijs - Straatsburg. De Kléber is vernoemd naar de uit Straatsburg afkomstige brigadegeneraal Jean-Baptiste Kléber, Napoleons bevelhebber van de Franse troepen in Egypte.
Op 23 mei 1971 werd de Kléber in het TEE-net opgenomen. Onderweg werd alleen gestopt in Nancy.
In 1988 is de verbinding geïntegreerd in de internationale trein van Parijs naar Stuttgart.

## Trans Europ Express

### Rollend materieel
De treindienst werd verzorgd door de getrokken treinen bestaande uit TEE Grand confort-rijtuigen van de SNCF. Wegens de beperkte aantallen Grand confort-rijtuigen dienden af en toe Inox-rijtuigen van het type Mistral 56 als invaller. In 1982 is overgeschakeld op inox-rijtuigen van het type Mistral 69.

### Route en dienstregeling
| TEE 61 | land      | station    | km  | TEE 60 |
| ------ | --------- | ---------- | --- | ------ |
| 17:21  | Frankrijk | Paris Est  | 0   | 11:42  |
| 19:56  | Frankrijk | Nancy      |     | 09:04  |
| 21:09  | Frankrijk | Strasbourg | 504 | 07:50  |

De opheffing van de TEE Stanislas op 26 september 1982 leidde tot een wijziging in de dienstregeling. TEE 62 werd voortaan gereden onder de naam TEE Kléber terwijl TEE 60 en TEE 63 uit de dienstregeling genomen werden.